# Campanus (cráter)
Campanus es un cráter de impacto lunar que se encuentra en el extremo sudoeste del Mare Nubium, que forma un cráter pareado con Mercator justo al sureste. A lo largo del sur de las rampas de Campanus aparece el pequeño mar lunar denominado Palus Epidemiarum. Al suroeste se encuentra el pequeño cráter Dunthorne.
|  |

El borde de Campanus es más o menos circular, con una curva hacia afuera a lo largo del borde occidental y una protuberancia hacia el interior en su lado norte-noroeste. La pared exterior no ha sido erosionado significativamente, aunque tiene una configuración en "silla de montar" con un punto  bajo a lo largo del lado sur. El suelo interior se recubrió con lava basáltica, dejando solo un pequeño pico central que sobresale por encima de la superficie. El piso tiene el mismo bajo albedo que el mare cercano, dándole una apariencia oscura. Se caracteriza por un par de pequeños cráteres cerca de las paredes interiores del noroeste. Una rima delgada atraviesa el fondo del cráter de norte a sur, pasando al este del pico central.
Al oeste de Campanus aparece el sistema llamado Rimae Hippalus. Otra rima se encuentra al sur, designada Rimae Ramsden.

## Cráteres satélite

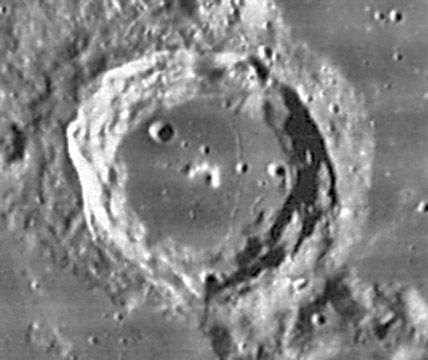
Cráter Campanus. Fotografía de la misión Lunar Orbiter 4

Por convención estos elementos son identificados en los mapas lunares poniendo la letra en el lado del punto medio del cráter que está más cerca de Campanus.
|          | \| Campanus \| Coordenadas \| Diámetro \| \| -------- \| ------------------------------ \| -------- \| \| A \| 26°00′S 28°36′O / -26.0, -28.6 \| 11 km \| \| B \| 29°12′S 29°12′O / -29.2, -29.2 \| 6 km \| \| G \| 28°36′S 31°18′O / -28.6, -31.3 \| 10 km \| \| K \| 26°36′S 28°18′O / -26.6, -28.3 \| 5 km \| \| X \| 27°48′S 27°18′O / -27.8, -27.3 \| 4 km \| \| Y \| 27°48′S 28°12′O / -27.8, -28.2 \| 4 km \| |          |
| Campanus | Coordenadas | Diámetro |
| A        | 26°00′S 28°36′O / -26.0, -28.6 | 11 km    |
| B        | 29°12′S 29°12′O / -29.2, -29.2 | 6 km     |
| G        | 28°36′S 31°18′O / -28.6, -31.3 | 10 km    |
| K        | 26°36′S 28°18′O / -26.6, -28.3 | 5 km     |
| X        | 27°48′S 27°18′O / -27.8, -27.3 | 4 km     |
| Y        | 27°48′S 28°12′O / -27.8, -28.2 | 4 km     |